# Rosquillas de palo

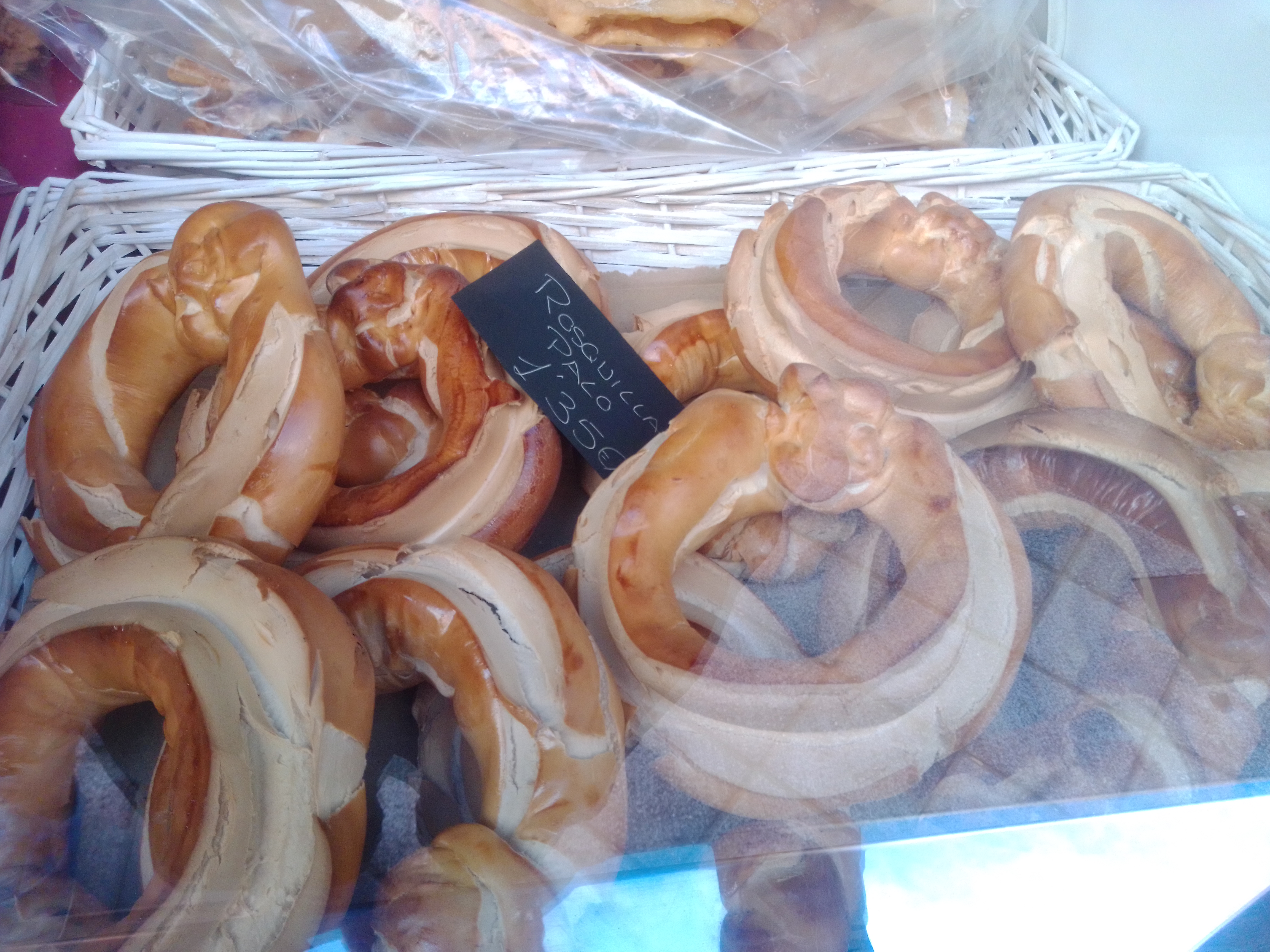
Rosquillas de palo en Valladolid

Las rosquillas de palo, también llamadas rosquillas trancalapuerta, son un dulce típico de la gastronomía de Castilla y León, del que ya se tienen noticias en el siglo XVII.
Se trata de una rosquilla horneada, de textura compacta, generalmente redonda y de unos 12 cm de diámetro, aunque pueden encontrarse de diferentes formas y tamaños, y de color tostado por su baño de huevo. Destaca su sabor a anís y su poca dulzura. En la ciudad de Segovia también se conocen como rosquillas calderonas y tienen una forma característica.
Tiene como principales ingredientes huevos, azúcar, harina, manteca de cerdo, esencia de anís y aguardiente. Tradicionalmente era un dulce típico de Semana Santa y Cuaresma, aunque en la actualidad suele consumirse durante todo el año. También son tradicionales de otras festividades, como es el caso del municipio segoviano de Remondo, que eran típicas de la fiesta de la Cruz, donde se registran al menos desde el siglo XVII.